# مایکل لرچل
مایکل لرچل (انگلیسی: Michael Lerchl؛ زادهٔ ۹ اوت ۱۹۸۶) بازیکن فوتبال اهل آلمان است.
از باشگاه‌هایی که در آن بازی کرده‌است می‌توان به باشگاه فوتبال لایپزیگ، باشگاه فوتبال دینامو درسدن، و باشگاه فوتبال انرژی کوتبوس اشاره کرد.
وی همچنین در تیم‌های ملی فوتبال جوانان آلمان، و جوانان آلمان، و جوانان آلمان، و جوانان آلمان، بازی کرده‌است.